# The Harvest (film, 1992)
Pour les articles homonymes, voir Harvest.
Pour plus de détails, voir Fiche technique et Distribution.
The Harvest (ou Bloc dans sa sortie en DVD) est un film américain réalisé par David Marconi, sorti en 1992.

## Synopsis
Un scénariste est envoyé à Mexico afin de travailler à la révision du script d'un film. Il est drogué et, à son insu l'un de ses reins lui est volé. Avec l'aide d'une femme dont il ignore les motivations, il va tenter de mettre à jour ce trafic d'organes...

## Fiche technique
- Titre : The Harvest
- Réalisation : David Marconi
- Scénario : David Marconi
- Photographie : Emmanuel Lubezki
- Montage : Carlos Puente
- Musique originale : J. Rae Fox
- Direction  artistique : J. Rae Fox
- Décors : Graciela Torres
- Costumes : Ileane Meltzer
- Production : Jason Clark, Morgan Mason (en)
- Société de production : Curb Musifilm
- Pays de production :  États-Unis
- Langue : Anglais
- Genre : Film dramatique, Film policier, Thriller
- Durée : 97 minutes
- Dates de sortie : 
  - États-Unis : octobre 1992 (Festival international du film de Chicago) / 5 novembre 1993 (sortie nationale)
  - Royaume-Uni : 16 février 1996

## Distribution
- Miguel Ferrer : Charlie Pope
- Leilani Sarelle : Natalie Caldwell
- Henry Silva : détective Topo
- Anthony John Denison : Noel Guzmann
- Angélica Aragón : Docteur Emma